# Колония Южная Австралия
Колония Южная Австралия или Провинция Южная Австралия (англ. Colony of South Australia или англ. Province of South Australia) — самоуправляющаяся колония (с 1856 года) Великобритании, существовавшая в период с 1836 по 1901 год, в будущем — штат Южная Австралия в составе Австралийского Содружества.

## История
Процедура основания провинции Южная Австралия была неясна Совету уполномоченных, поэтому Патентные письма, в частности Патентные письма под Большой печатью Соединенного Королевства, возводящие и учреждающие провинцию Южная Австралия и фиксирующие ее границы, были представлены в правительство лишь 19 февраля 1836 года, и с его принятием вместе с Постановлением Совета 23 февраля 1836 года было основана колония Южная Австралия.
Южная Австралия стала самоуправляющейся колонией в октябре 1856 года после ратификации новой конституции британским парламентом посредством Закона о Конституции 1856 года. Этот закон предусматривал двухпалатный парламент с полными полномочиями по принятию законов, за исключением нескольких актов, требующих королевской санкции. Законодательный совет избирался только владельцами собственности, а Палата собрания, состоящая из 37 членов, избиралась на основе широкого избирательного права мужчин.  Парламент был избран тайным голосованием 9 марта 1857 года, когда в провинции проживало 109 917 человек.